# 휴가시역
휴가시역(일본어: 日向市駅)은 일본 미야자키현 휴가시에 있는 규슈 여객철도 닛포 본선의 역이다. 섬식 승강장 1면 2선의 구조를 지닌 고가역이다.

## 타는 곳
| 1 | ■ 닛포 본선 | (상행) | 노베오카 · 오이타 · 고쿠라 · 하카타 방면 |
| 2 | ■ 닛포 본선 | (하행) | 미야자키 · 미야자키쿠코 방면             |

## 이용 현황
| 연도     | 하루 평균 승차 인원 |
| 2002년도 | 1,238               |
| 2004년도 | 1,218               |
| 2005년도 | 1,278               |
| 2006년도 | 1,277               |
| 2007년도 | 1,283               |
| -------- | ------------------- |

## 역 주변
- 가고시마 은행 · 미야자키 은행 휴가 지점
- 휴가 상공회관
- 휴가 농원
- 노동 청소년 체육센터
- 휴가 시청
- 휴가 다이이치 호텔
- 방송대학 미야자키 학습센터
- 문화 교류센터
- 휴가 간이 재판소
- 미야자키 가정 재판소 휴가 출장소
- 국도 제10호선
- 지요다 병원
- 미야자키 은행 휴가히가시 지점
- 호소시마 항
- 야마다 전기 테크랜드 휴가 점

## 역사
- 1921년 10월 11일 : 도미타카역(일본어: 富高駅)으로서 개업.
- 1963년 5월 25일 : 휴가시역으로 개칭.
- 1987년 4월 1일 : 민영화에 의해, 규슈 여객철도로 이관.
- 2006년 12월 17일: 입체화.

## 인접 정차역
| 닛포 본선            | 닛포 본선   | 닛포 본선                  |
| -------------------- | ----------- | -------------------------- |
| 가도가와 고쿠라 방면 | ■ 닛포 본선 | 자이코지 가고시마추오 방면 |